# البيمارستان العتيق
البيمارستان العتيق أو البيمارستان الأعلى أو البيمارستان الطولوني هو أول مستشفى (بيمارستان) أُنشئ في مصر (جنوبي القطائع). أنشأه أحمد بن طولون في سنة (259هـ=872م) وقيل 261هـ، وقد أنفق على بنائه وتجهيزه ستين ألف دينار، وعني بالمرضى عناية فائقة ووفر لهم الأطباء والصيادلة والخدم من مختلف الأديان والأجناس، وقد أشرف أحمد بن طولون بنفسه على المرضى مما يدل على تقدم الطب والتمريض في عهده. وقد اشتهرت مصر في هذا العصر بطائفة من الأطباء منهم سعد بن توفيل طبيب أحمد بن طولون وإبراهيم بن عيسى والحسن بن زيرك. ولم يكن المرضى يدخلون بثيابهم العادية، وإنما كانت تقدم لهم ثياب خاصة. كما هي الحال الآن، وكان المريض يودع مامعه من مال وحاجات عند أمين البيمارستان، ثم يلحق بالمكان المخصص له إلى أن يتم شفاؤه فيسترد م أودعه. يُعد البيمارستان الطولوني من أوائل المستشفيات الإسلامية في مصر، وقد أسّسه أحمد بن طولون، مؤسس الدولة الطولونية، عام 259هـ / 872م في مدينة القطائع (القاهرة حاليًا). كان هذا المستشفى نموذجًا متقدمًا في الرعاية الصحية المجانية، حيث ضم أقسامًا متخصصة وأطباء مهرة، مما جعله أحد أهم البيمارستانات في عصره، وكانت فيه خزانة كتب تحوي ما يزيد على 100 ألف مجلد في سائر العلوم.